# 群衆 (1928年の映画)
『群衆』（ぐんしゅう、原題：The Crowd）は、1928年に製作されたキング・ヴィダー監督によるモノクロサイレント映画である。フランク・ボーゼイギ監督の『第七天国』、F・W・ムルナウ監督の『サンライズ』、ジョゼフ・フォン・スタンバーグ監督の『紐育の波止場』と並んでサイレント末期アメリカ映画の代表作の一つに数えられている。
本作は2024年にアメリカにおいてパブリックドメインとなっている。

## 解説
平均的なアメリカ市民を主人公として、平和な生活が環境やどうすることもできない周囲の状況の流れによって決定づけられるのを描きたいと考えたヴィダーは、当時、メトロ・ゴールドウィン・メイヤー (MGM) の若手プロデューサーだったアーヴィング・タルバーグに話して賛同を得た。当時、大衆に夢のような世界を満喫させるというハリウッド映画が定着していた中で、まったく異色の企画だった。
メアリー役には当時ヴィダーの妻でもあったエレノア・ボードマンを充て、夫のジョン役は撮影所で偶然ヴィダーとすれ違ったエキストラの一人、ジェームズ・マーレーにカメラテストを受けさせて起用を決めた。ニューヨークの屋外シーンの大部分は隠し撮りで撮影したが、これは当時としては異例のことであった。
ラストシーンは、コメディ舞台を観ているシムズ夫妻が笑っているところをとらえたカメラがトラックバックし、夫妻がだんだん小さくなって周囲の観客の中に溶け込んでいくというカットが撮影されたが、これを見たMGMの重役ルイス・B・メイヤーは、ハッピーエンドにならないとして、職を得たジョンが家族とともにクリスマスツリーを囲んでいる別のカットを追加で撮影させ、どちらのカットを選ぶかは劇場主の判断に任せることにした。結果は、都会の劇場ではオリジナル版、そのほかではハッピーエンド版が上映されることが多かったが、ヴィダー自身は、ハッピーエンド版のほうはほとんど上映されなかったと回顧している。
ヴィダーは次作『麦秋』でも本作と同じジョンとメアリーという名前の夫妻を主人公とし、世界大恐慌の時代に夫妻が共同農場を経営して苦闘するさまを描いた。

## キャスト
- ジョン・シムズ - 小市民のサラリーマン：ジェームズ・マーレー
- メアリー・シムズ - ジョンの妻：エレノア・ボードマン
- バート：バート・ローチ
- ジェーン：エステル・クラーク
- ジム：ダニエル・G・トムリンソン
- ディック：デル・ヘンダーソン
- メアリーの母：ルーシー・ボーモント
- ジュニア：フレディ・バーク・フレデリック
- 娘：アリス・ミルドレッド・プター

## スタッフ
- 監督：キング・ヴィダー
- 製作：アーヴィング・タルバーグ
- 原案：キング・ヴィダー、ハリー・ベーン（クレジットなし）
- 脚本：キング・ヴィダー、ジョン・V・A・ウィーバー
- 撮影：ヘンリー・シャープ

## ノミネート
第1回アカデミー賞
- 芸術作品賞 - アーヴィング・タルバーグ
- 監督賞（ドラマ部門） - キング・ヴィダー